# Polesí
Polesí település Csehországban, a Pelhřimovi járásban. Polesí Veselá, Počátky, Častrov és Bělá településekkel határos. Lakosainak száma 114 fő (2024. január 1.).

## Népesség
A település lakosságának változását az alábbi diagram mutatja:
| Lakosok száma | 270  | 307  | 274  | 174  | 135  | 85   | 96   | 98   | 98   | 114  |
|               | 1869 | 1900 | 1921 | 1961 | 1980 | 2011 | 2016 | 2019 | 2021 | 2024 |